# Batu Sapi
Koordinaten: 5° 47′ 51,5″ N, 118° 2′ 31″ O

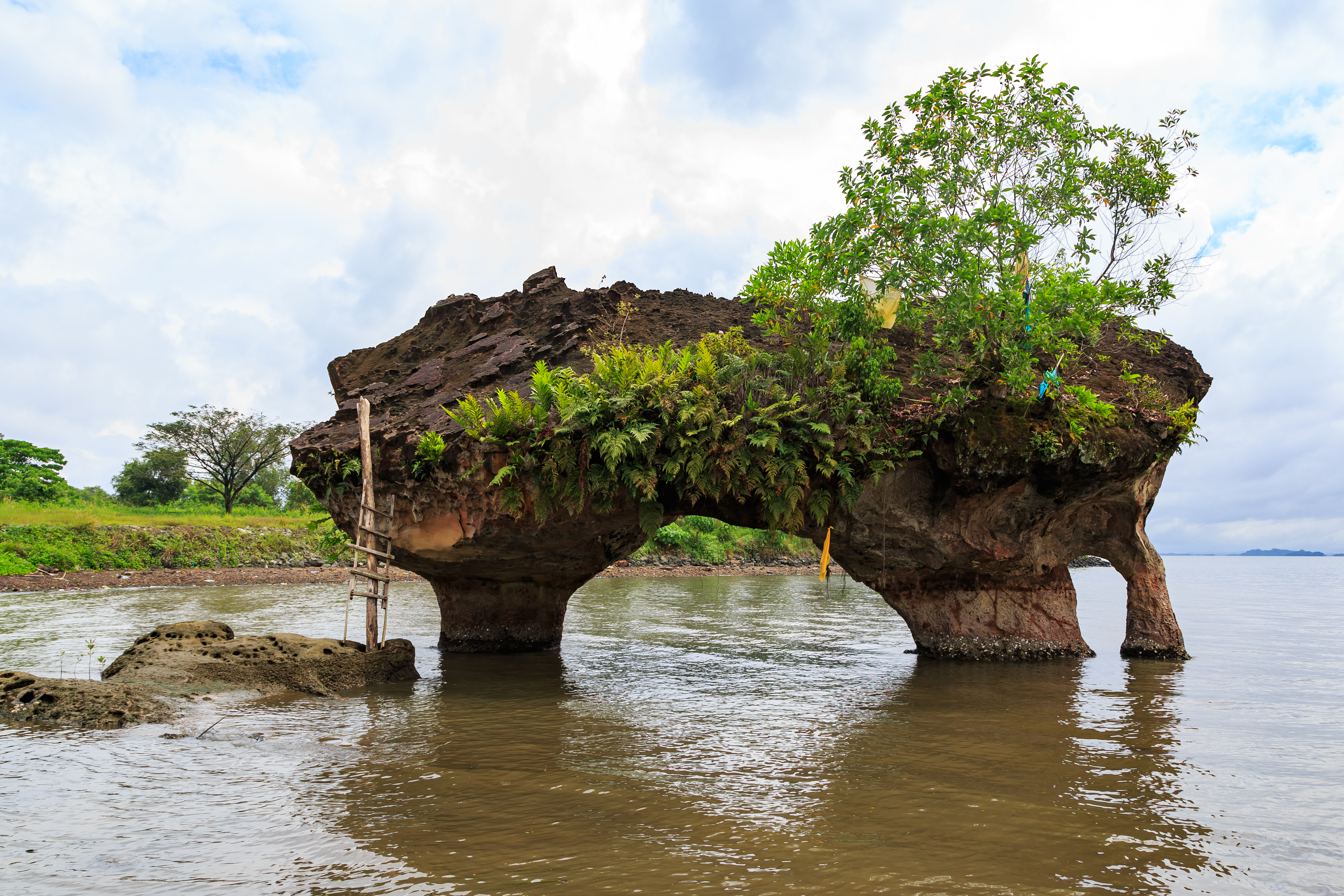
Batu Sapi

Der Batu Sapi (dt. Stierfelsen) ist eine markante, rund vier Meter hohe, durch marine Erosion entstandene Felsformation.
Er liegt in einer kleinen Bucht an der Uferlinie der Sandakan Bay bei Kampung Gas, etwa zehn Kilometer südwestlich der Stadt Sandakan im malaysischen Bundesstaat Sabah.
Noch in den 1970er Jahren lag der Stein inmitten unberührter Natur. Erst in den späten 1960er Jahren vergab die Sabah Foundation große Landparzellen im näheren Umfeld an Industriefirmen, die hier den Tropenholz-Komplex aufbauten. Im Zuge dieser Maßnahmen wurde 1970/71 auch ein Straßenzugang angelegt.
In den 1980er Jahren wurde das Gelände um den Batu Sapi von einer privaten Firma erworben, die einen Zaun installierte und so der Öffentlichkeit den Zugang unmöglich machte. Erst in den 2000er Jahren gab es Bestrebungen der öffentlichen Hand, Batu Sapi als touristische Attraktion zugänglich zu machen. Allerdings wurde die Zugangskontrolle wiederum an eine private Firma ausgelagert, die den Weg zum Felsen entlang des Werkszaunes mit einem Tor verschloss und ein Tickethäuschen platzierte.
Mittlerweile ist das Tor beseitigt, so dass freier Zugang besteht. Allerdings leidet die Umgebung der Felsformation durch Verunreinigungen und illegale Müllablagerung.